# Ochenta's
Ochenta's är ett studioalbum av den spanska sångaren Soraya Arnelas. Det gavs ut den 21 november 2006 och innehåller 11 låtar.

## Låtlista
| Nr  | Titel                           | Längd |
| --- | ------------------------------- | ----- |
| 1.  | Self Control                    | 3:57  |
| 2.  | Call Me                         | 3:53  |
| 3.  | Don't Go                        | 3:15  |
| 4.  | High Energy                     | 3:41  |
| 5.  | Because the Night               | 3:47  |
| 6.  | Gonna Get Along Without You Now | 4:30  |
| 7.  | Don't You Want Me               | 3:53  |
| 8.  | Send Me An Angel                | 3:53  |
| 9.  | Face to Face                    | 3:19  |
| 10. | Just Can't Get Enough           | 3:41  |
| 11. | Tarzan Boy                      | 3:27  |

## Listplaceringar
| Lista   | Topplacering |
| ------- | ------------ |
| Spanien | 5            |